# 온라인 쇼핑

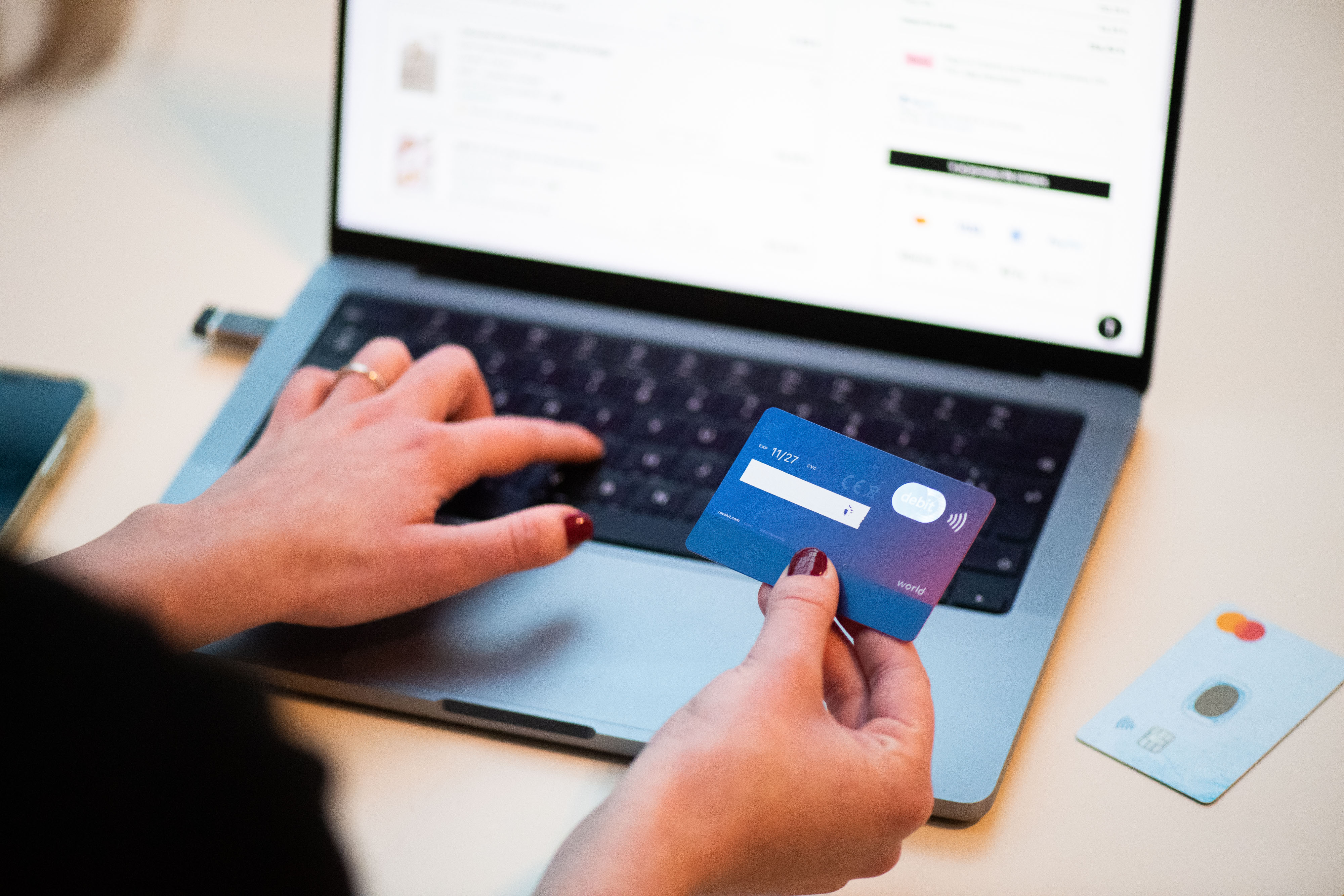

온라인 쇼핑(Online Shopping) 또는 인터넷 쇼핑(Internet Shopping)은 소비자가 웹 브라우저를 사용하여 인터넷을 통해 판매자로부터 상품이나 서비스를 직접 구매할 수 있게 하는 전자 상거래의 한 형태이다. 때론 제품을 단순 구매하는 것 외에 경매도 가능하다.

## 역사
최초의 월드 와이드 웹 서버와 브라우저는 1990년에 팀 버너스 리가 만들었으며 1991년에 상업적인 이용을 위해 개시되었다. 그 뒤로 1994년에 기술적 혁명이 뒷따랐다: 온라인 뱅킹, 피자헛의 온라인 피자 가게 개장, 안전한 데이터 전송을 위한 넷스케이프의 SSL v2 암호화 표준, 인터숍의 최초의 온라인 쇼핑 시스템. 그 즉시 아마존 닷컴이 1995년에 온라인 쇼핑 사이트를 시작하였으며 이베이도 1995년에 선보였다.

## 전자 소매업자
전자 소매업자(e-tailers)는 온라인 소매상을 일컫는 말이다. 전자 소매 업자는 편리성과 1년 365일 낮은 비용의 쇼핑을 제공한다. 최근 인터넷과 정보통신의 발달로 이러한 전자 소매업자가 늘어나고 있다.

## 같이 보기
- 온라인 장터
- 소셜 커머스